# Dobrivoje Marković
Dobrivoje Marković (szerbül: Добривоје Марковић, Teslić, 1986. április 22. –) Európa-bajnoki ezüstérmes szerb válogatott kézilabdázó.

## Pályafutása

### Klubcsapatokban
Pályafutását hazájában a Sintelon és a Jugović csapataiban kezdte, majd Spanyolországban, a Ciudad Enkantandában kézilabdázott. 2011 nyarán írt alá a macedón Vardar Szkopjéhez, akikkel 2013-ban és 2015-ben bajnoki címet, 2012-ben és 2014-ben pedig SEHA-ligát nyert. 2015 októberében távozott a klubtól és a horvát RK Zagrebben folytatta pályafutását. Háromszor volt bajnok és ugyanennyiszer kupagyőztes a csapattal. 2018-ban visszatért hazájába és a Železničar Niš, valamint a Novi Pazar csapataiban játszott.

### A válogatottban
Szerbia és Montenegró korosztályos válogatottjával 2005-ben világbajnoki döntős volt, a szerb válogatottal 2009-ben Mediterrán játékokat nyert. Tagja volt a hazai pályán Európa-bajnoki ezüstérmet szerző csapatnak és részt vett a londoni olimpián is. A 2018-as Európa-bajnokságon szerepelt utoljára a nemzeti csapatban.

## Sikerei, díjai
Vardar Szkopje
- Macedón bajnok: 2013, 2015
- Macedón Kupa-győztes: 2012, 2014, 2015
- SEHA-liga-győztes: 2012, 2014

RK Zagreb
- Horvát bajnok: 2016, 2017, 2018
- Horvát Kupa-győztes: 2016, 2017, 2018